# Kenneth Murphy
Kenneth Murphy, detto Kenny (Dundee, 19 giugno 1956), è un allenatore di calcio, ex calciatore ed ex giocatore di calcio a 5 scozzese naturalizzato australiano.

## Carriera
Con la nazionale maschile di calcio a 5 dell'Australia ha disputato il FIFA Futsal World Championship 1989, nel quale i Socceroos si sono fermati al primo turno, affrontando Stati Uniti, Italia e Zimbabwe.